# شاندور کوچیش
شاندور کوچیش (مجاری: Kocsis Sándor، زاده ۲۱ سپتامبر ۱۹۲۹ – ۲۲ ژوئیه ۱۹۷۹) بازیکن فوتبال و برترین گلزن جهان در رتبه چهارم اهل مجارستان بود. وی در تیم‌هایی چون بارسلونا و تیم ملی فوتبال مجارستان بازی کرده‌بود.

## دوران باشگاهی
شاندور کوچیش در هفده سالگی فوتبال حرفه‌ای را در تیم جوانان باشگاه کوبانیا شروع کرد که در واقع آمادگی برای انتقال به باشگاه فوتبال فرنتس‌واروش بوده است. هنگامی که به تیم فرنتس‌واروش آمد موفق به کسب اولین عنوان خود در لیگ مجارستان شد. او پس از پنج سال بازی در این تیم به مدت کوتاهی راهی تیم ادوژ شد و پس از آن به ارتش پیوست و راهی تیم نظامی بوداپست هونود شد که در آنجا با فرانس پوشکاش، یوژف بوژیک، زولتان تسیبور آشنا شد. در هفت سال حضور در این باشگاه او موفق به کسب سه عنوان لیگ مجارستان و سه عنوان آقای گلی در لیگ و همچنین در بین این سه سال، دو بار در اروپا بیشتر از هر بازیکن در کل لیگ‌های اروپایی گلزنی کرد. او پس از انقلاب ۱۹۵۶ مجارستان، به سوییس گریخت و برای باشگاه فوتبال زوریخ بازی کرد. بعد از آن به هم‌تیمی سابقش در هونود و تیم ملی مجارستان، زولتان تسیبور، به بارسلونا پیوست.

## دوران ملی

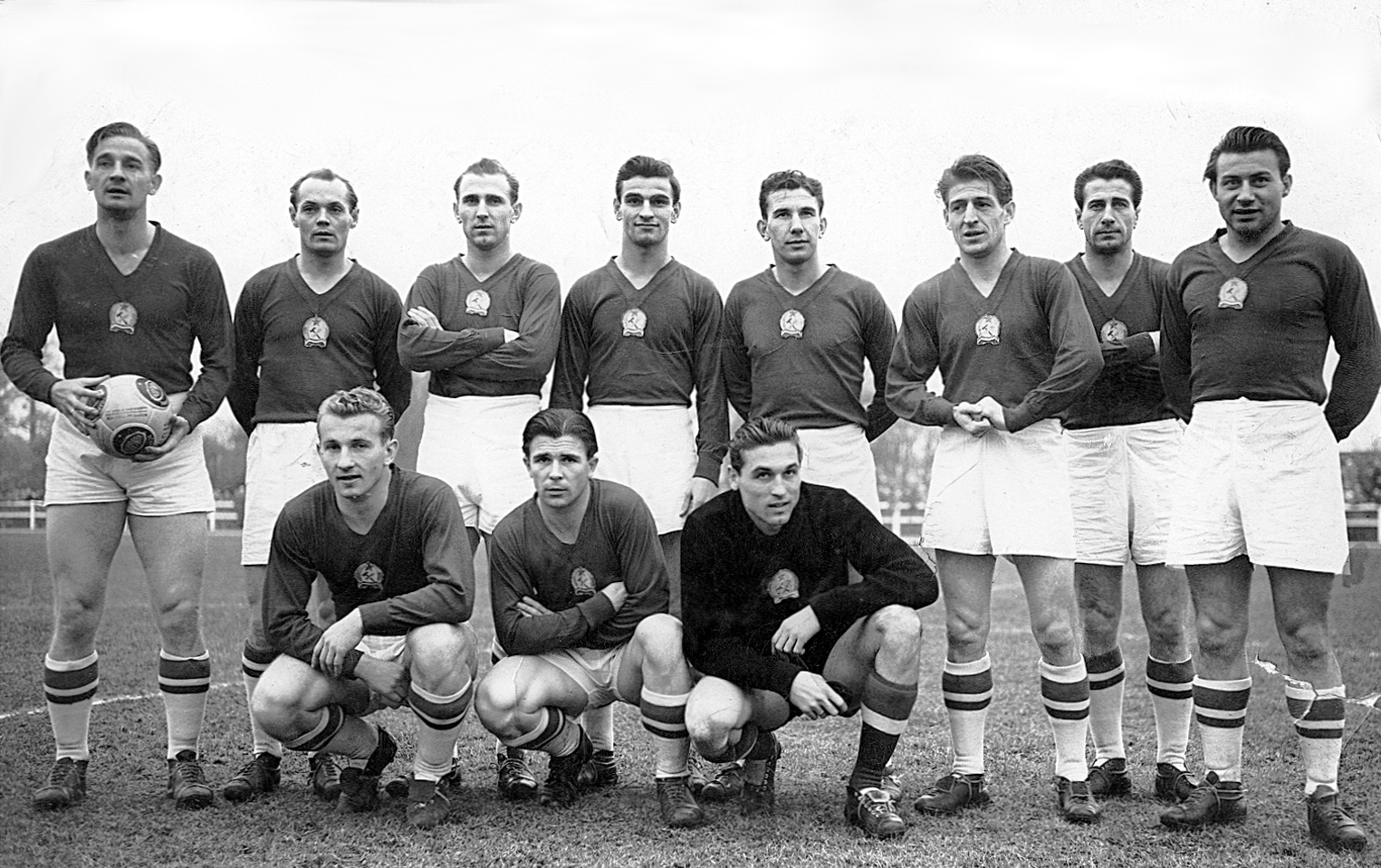
تیم طلایی در ردیف اول 1953: میهالی لانتوس، فرانس پوشکاش، گیولا گروسیکس بک ردیف: گیولا لورانت، جنو بوزانسسکی، ناندور هیدگکوتی، ساندور کوچیس، یوزف زاکاریاس، زولتازیک بودازف، زولتان کازیبورس.

او در سال ۱۹۴۸ اولین بازی ملی خود را انجام داد و همراه چهار نفر (فرانس پوشکاش، زولتان تسیبور، ناندور هیدگ‌کوتی و یوژف بوژیک) هسته تیمی قدرتمند و تهاجمی به نام تیم طلایی را بنیان نهادند و ۳۲ بازی ملی را بدون شکست در سطح اول بین‌المللی پشت سر گذاشتند که این رکورد هنوز پابرجا مانده است. او همچنین با مجارستان در المپیک ۱۹۵۲ هلسینکی موفق به کسب مدال طلای رقابتها شد. او در جام ۵۴ خوش درخشید و دو هت‌تریک مقابل کره جنوبی و آلمان غربی به ثبت رساند. او در ۵ بازی جام ۵۴ ،۱۱ گل زد که تنها ژوست فونتن چهار سال بعد رکورد او را با ۱۳ گل جابه‌جا کرد. او به دلیل بازی عالی و گلزنی‌های متعدد با سر به «سر طلایی» معروف شد. او در فینال جام ۵۴ بد شانس بود و جلوی همان آلمان غربی که به آن ۴ گل زده بود، پایش به گلزنی باز نشد. او در ۶۸ بازی ملی ۷۵ گل به ثمر رسانده و بهترین معدل گلزنی ملی در تمام ادوار فوتبال را به نام خودش ثبت کرده، با میانگین ۱٫۱۰ گل زده در هر بازی. این گلزن مجار در یکسال میلادی (۱۹۵۴) ۲۳ گل ملی به ثمر رساند که در تاریخ فوتبال یک رکورد محسوب می‌شود، مسی با ۱۸ گل در ۲۰۲۲ در رده دوم قرار دارد. او در تمام رده‌های ملی، بازی‌های دوستانه و غیررسمی در مجموع ۱۲۴ گل برای مجارستان به ثمر رساند.

## پایان دوران فوتبالی
او در سال ۱۹۶۶ به عمر فوتبالی خود پایان داد و ترجیح داد در اسپانیا بماند و در بارسلون اقدام به تأسیس رستورانی به نام لقب خود (سرطلایی) کرد. او همچنین مقطع کوتاهی در تیم هرکولس در سال‌های ۷۲ تا ۷۴ به مربیگری پرداخت.

## درگذشت
دوران مربیگری او به دلیل ابتلا به سرطان متوقف شد. او حتی مجبور شد پای چپ خود را در یک عمل جراحی از دست بدهد. او پس از سال‌ها مبارزه با سرطان و عمل‌های متعدد که نیروی وی را به کلی به تحلیل برد، در سال ۱۹۷۹ و در سن ۴۹ سالگی، بر اثر سقوط از طبقه چهار بیمارستانی در بارسلون، جان باخت. خیلی‌ها دلیل این حادثه را یک خودکشی می‌دانند اما فرضیه‌ای دیگر می‌گوید احتمال اتفاقی بودن این قضیه نیز وجود دارد.

## افتخارات
شاندور کوچیش توانست با تیم بوداپست هونود به عنوان‌های مختلفی همچون لیگ و آقای گلی دست یابد. او با تیم ملی مجارستان در اولین و آخرین جام جهانی او به مقام آقای گلی و نایب قهرمانی جام رسید. میانگین گلزنی او، ۲٫۲۰ را حتی ژوست فونتین که رکورد بیشترین گلزنی را با میانگین ۲٫۱۷ دارد، نتوانست تغییر دهد. او با مجارستان در المپیک ۱۹۵۲ هلسینکی موفق به کسب مدال طالای رقابتها شد.
تنها جامی که شاندور کوچیش درگرفتن آن بازماند به غیر از جام جهانی، جام باشگاه‌های اروپا (لیگ قهرمانان اروپا) را نیز از دست داده است.